# Мария Анна Каролина Савойская
Мари́я А́нна Кароли́на Карло́тта Габриэ́лла Саво́йская (итал. Maria Anna Carolina Carlotta Gabriella di Savoia; 17 декабря 1757, Турин, Сардинское королевство — 11 октября 1824, Ступиниджи, Сардинское королевство) — принцесса из Савойского дома, дочь Виктора Амадея III, короля Сардинии. Жена принца Бенедикта Савойского; в замужестве — герцогиня Шабле.

## Биография
Мария Анна Каролина Карлотта Габриэлла Савойская родилась в королевском дворце в Турине 17 декабря 1757 года. Она была дочерью Виктора Амадея III, короля Сардинии, и Марии Антонии Фернанды, инфанты Испании. Её старшими сёстрами были принцессы Мария Жозефина, графиня Прованса и Мария Тереза, графиня д’Артуа, младшей — принцесса Мария Каролина, принцесса Саксонии.
В марте 1775 года Мария Анна вышла замуж за дядю по линии отца, принца Бенедикта Савойского, герцога Шабле. Церемония бракосочетания состоялась в Турине в часовне Святой Плащаницы. Этот брак был счастливым, но бездетным. Официальными резиденциями супругов были дворец Кьяблезе в Турине и герцогский замок в Алье.
Когда в декабре 1798 года республиканская Франция оккупировала Сардинское королевство, в изгнание отправились все члены королевской фамилии. Герцог и герцогиня Шабле покинули Турин и переехали на Сардинию, где оставались до конца 1799 года. Затем покинули остров и поселились в Риме, в Папской области. В 1805 году они провели несколько месяцев во Флоренции, где гостили у Людовика I, короля Этрурии и его супруги, королевы Марии Луизы.
12 января 1808 года умер принц Бенедикт Савойский. В 1816 году в Риме состоялась встреча вдовствующей герцогини Шабле с младшим братом Карлом Феликсом и кузеном Карлом Альбертом. Ей была возвращена резиденция герцогов в Турине. Во время оккупации во дворце Кьяблезе жили Камилло Боргезе и Полина Бонапарт. Тем не менее, вдовствующая герцогиня не спешила возвращаться на родину. В 1820 году она приобрела у Люсьена Бонапарта виллу Руфинелла во Фраскати под Римом. В 1822 году, несмотря на протесты тех же брата и кузена, Мария Анна приняла в своей резиденции во Флоренции участников волнений в Сардинском королевстве, случившихся годом ранее. 
Только в начале 1824 года она вернулась в Пьемонт, где в замке в Монкальери встретилась с братьями, отрёкшимся от престола Виктором Эммануилом I и новым королём Карлом Феликсом. Летом того же года вместе с Карлом Феликсом и его супругой Марией Кристиной предприняла путешествие по Савойе, во время которого они посетили Откомбское аббатство.
Мария Анна Каролина Савойская умерла в охотничьем дворце в Ступиниджи 11 октября 1824 года и была похоронена в усыпальнице Савойской династии в базилике Суперга в Турине. Всё своё имущество, включая дворец Кьяблезе в Турине, герцогский замок в Алье и виллу Руфинелла во Фраскати, она завещала младшему брату Карлу Феликсу.

## Брак и титулы
В Турине  в капелле Святой Плащаницы 19 марта 1775 года Мария Анна Каролина Савойская вышла замуж за дядю по линии отца, принца Бенедикта Марию Мауриция Савойского (21.6.1741 — 4.1.1808), герцога Шабле, младшего сына Карла Эммануила III, короля Сардинии от его третьей жены Елизаветы Терезии Лотарингской. Брак был бездетным.
С рождения и до замужества она носила титул Её Королевского высочества, принцессы Савойской, принцессы Сардинской и Пьемонтской. Титул Марии Анны Каролины после замужества — Её Королевское высочество, принцесса Савойская и герцогиня Шабле; овдовев, до самой смерти носила титул Её Королевского высочества, принцессы Савойской и вдовствующей герцогини Шабле.